# Busto di papa Gregorio XV
Il Busto di papa Gregorio XV è un'opera scultorea in marmo realizzata da Gian Lorenzo Bernini nel 1621 e attualmente esposta all'Art Gallery of Ontario di Toronto, donato dal museo da Joey e Toby Tanenbaum. Del busto esistono anche due versioni fuse in bronzo dal Bernini stesso.

## Storia
Bernini cominciò a lavorare sulla scultura di Papa Gregorio XV nel febbraio del 1621, ultimandola nel mese di settembre dello stesso anno. Due fusioni in bronzo risalgono allo stesso periodo. Tale risultato fu raggiunto in così breve tempo riutilizzando il modello e la composizione del piviale, nonché dell'amitto e del camice già creati per il busto di papa Paolo V, nel 1618. Per quest'opera Bernini fece soltanto qualche lieve modifica alle immagini decorative laterali dei santi Pietro e Paolo, e ritoccò i dettagli del fermaglio del piviale. In entrambi i casi la testa del pontefice è come incastonata nel colletto del piviale, creando nell'insieme una sagoma triangolare. Alla luce delle numerose affinità, è ben evidente la forte somiglianza dei due busti, se confrontati.
Bernini fu lautamente ricompensato per i suoi sforzi nella creazione del busto di papa Gregorio XV: infatti, in data 30 giugno 1621, all'età di appena ventidue anni, lo scultore fu nominato cavaliere papale dell'Ordine supremo del Cristo e in tale occasione gli fu anche concesso un vitalizio. Da quel momento in poi, Bernini fu comunemente denominato Il Cavaliere. Nello stesso anno fu anche nominato Principe dell'Accademia di San Luca, l'associazione di artisti di Roma, dopo esserne stato membro per soli tre anni. Nel 1622 fu pubblicata un'incisione di Ottavio Leoni raffigurante l'artista in posa con la medaglia dell'ordine (una croce latina patente). Insieme alle statue di natura mitologica eseguite per Villa Borghese, queste onorificenze segnarono la conclusione della fase relativa ai suoi primi e fortunati successi.

### Vicende successive
Il busto fu riscoperto come autentico lavoro del Bernini solo negli anni Ottanta. Precedentemente era stato posseduto da un nobile inglese e da un antiquario, prima di essere riconosciuto da Nicholas Meinertzhagen, un commerciante nel settore dell'antiquariato librario. Meinertzhagen acquistò la scultura intorno al 1978 per £240 e riuscì a rivenderla per £132 000. L'acquirente, Norman Leitman, riuscì ad ottenere un prezzo ancora maggiore quando si rivolse alla casa d'aste Sotheby's per venderla nuovamente: nel 1983, infatti, i collezionisti d'arte canadesi Joey e Toby Tanenbaum si impossessarono dell'opera per ben £2,78 milioni. Il prezzo crebbe vertiginosamente in seguito all'opinione espressa dallo storico dell'arte Irving Lavin, secondo il quale "il busto non solo è l'originale, è interamente autografo (ossia di mano del solo Bernini) e uno dei migliori e maggiormente importanti tra i lavori giovanili di Bernini". I Tanenbaum, infine, decisero di donare la scultura all'Art Gallery of Ontario, sebbene le circostanze della donazione non siano completamente chiare: i due collezionisti, in effetti, nel 1990 avevano cercato di vendere l'opera tramite Christie's con l'intento di superare la cifra dei $7 milioni; quando le offerte dell'asta si fermarono a $6 milioni, si ritenne non raggiunto l'obiettivo prefissato e il busto fu ritirato dalla vendita.

## Descrizione
Il busto di papa Gregorio XV ritrae un uomo di sessantasette anni dall'aspetto malaticcio, anche se mentalmente vigile, presentato nelle maestose vesti di Papa, capo della Chiesa cattolica e potente protagonista dei rapporti internazionali. Bernini utilizzò il piviale - con i suoi fili d'oro, i rigidi ricami formali e il fermaglio ricoperto di gioielli - per conferire potere e sontuosità al pontefice (e alla Chiesa). I pannelli laterali di San Pietro e San Paolo rappresentano i santi protettori del papa e rafforzano l'ufficio del soggetto. Bernini mostra lo spessore del tessuto e la rigidità del ricamo per il tramite delle "brusche pieghe che si conformano alle spalle del papa".
La testa del pontefice è piegata come se fosse appesantita dal piviale, simbolico riferimento al peso e alla responsabilità del suo ruolo (e forse riferimento anche all'età). Gli occhi sono alzati, creando delle tenui rughe sulla sua fronte; il suo sguardo è fisso, profondo e lungimirante, focalizzato non sullo spettatore ma oltre, verso l'eternità. La pelle di Gregorio XV è liscia e lucida, coerentemente con il pallore naturale proprio del colorito del pontefice così come notato dai suoi contemporanei. La levigatezza della sua pelle è controbilanciata dall' "intaglio netto e asciutto della miriade di ciocche di capelli" (e della barba) visibili attorno alla testa tonsurata e sulle guance. Bernini fa convergere le linee sui baffi e sulla barba ricci, che sembrano "esplodere in avanti quasi rigogliosamente" in luci, ombre e profondità, il tutto grazie allo strumento preferito dallo scultore, ossia il trapano.

### Tecnica di realizzazione
L'approccio del Bernini alla ritrattistica era unico sotto diversi punti di vista. A differenza di altri artisti che si affidavano principalmente alle sedute con i soggetti da ritrarre - metodo che spesso portava a risultati rigidi ed eccessivamente formali - Bernini preferiva osservare i suoi soggetti nel loro lavoro e nelle loro attività quotidiane per un certo periodo di tempo, riproducendo numerosi schizzi che catturavano i tratti, le pose caratteristiche e le espressioni naturali delle figure. In un secondo momento utilizzava questi disegni per concepire dei modelli preliminare in argilla umida. Con il riferimento dei modelli si dedicava quindi all'esecuzione del ritratto marmoreo; soltanto verso la fine dell'intero procedimento Bernini organizzava delle sedute formali. Oltre ad essere efficace, questo tipo di approccio permetteva anche di rispettare i limiti temporali della sua preoccupata clientela.
Anche il suo metodo di lavorazione del marmo bianco era innovativo. In un'occasione lo scultore osservò che il materiale stesso produce un pallore che distorce le sembianze naturali, dando l'effetto di una persona che sviene. La tecnica di Bernini per compensare questo biancore consisteva nel produrre degli "effetti di colore" grazie a numerosi espedienti, esagerazioni e distorsioni, come la trapanazione maggiormente accentuata in determinati punti per creare "accenti di ombre" e per presentare la figura in modo da catturare la luce. Questo approccio è evidente nel busto di papa Gregorio XV, con la creazione di ombre intorno agli occhi, alle cavità nasali, dando risalto all'ombreggiatura delle rughe intorno agli occhi e persino delle pupille.
Bernini si espresse nettamente al riguardo: "La mera somiglianza non è sufficiente. Bisogna esprimere ciò che accade nelle teste degli eroi". Nessun dubbio in merito al fatto che l'artista vedeva il soggetto del busto, ossia il capo della Chiesa cattolica, come una figura eroica. I risultati dello sforzo di Bernini furono impressionanti, come narrato anche da Charles Avery: "Il giovane scultore riuscì a dare un'ammirevole impressione del personaggio e dell'umore; la dignità e la rettitudine del legislatore si uniscono con l'umiltà e la sensibilità personali del sacerdote. La debolezza fisica della carne si contrappone con la risolutezza spirituale di un papa riformista".

## Versioni dell'opera

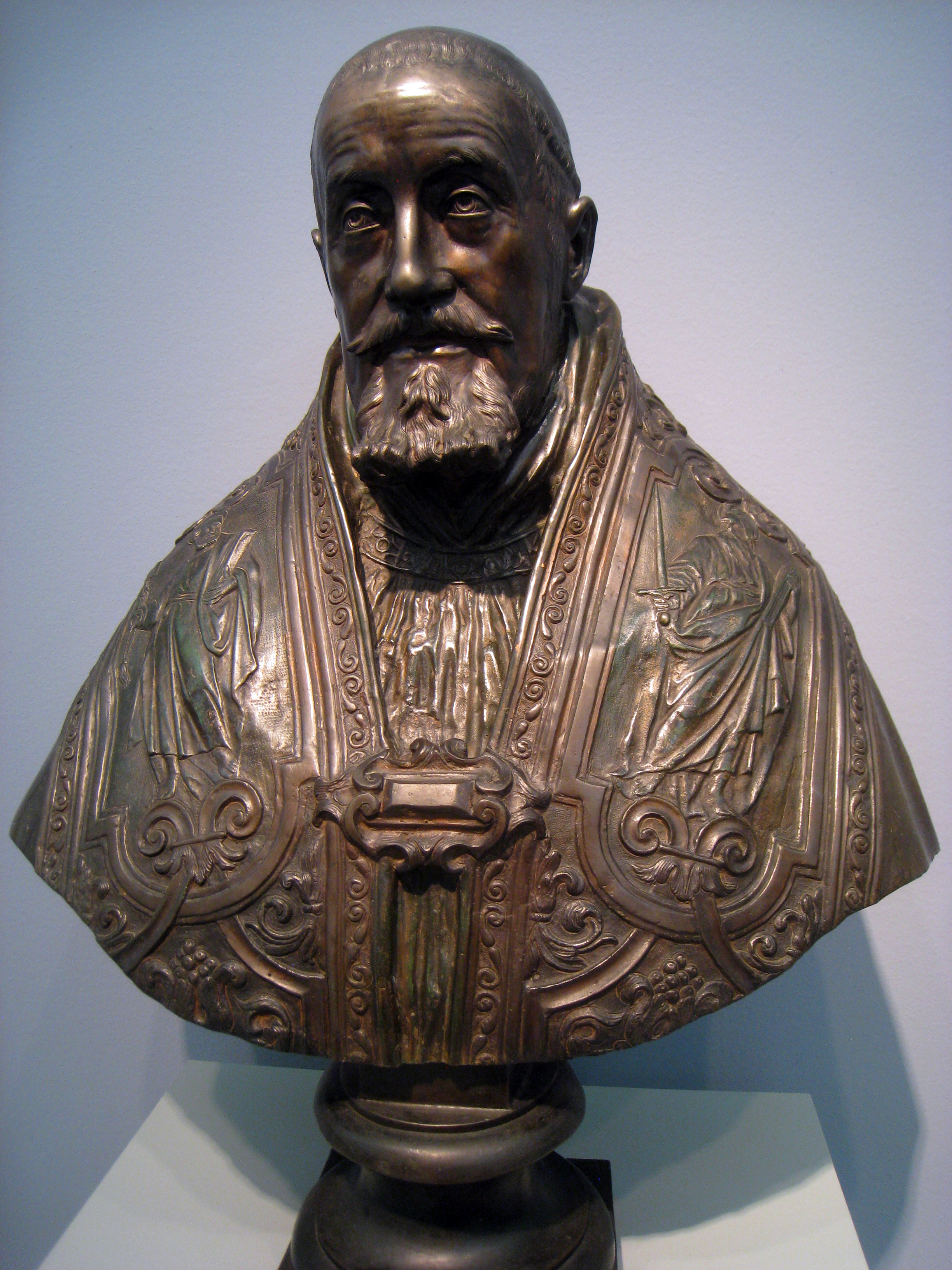
La versione bronzea di Pittsburgh.

Mentre lavorava sul busto in marmo, Bernini realizzò altresì due fusioni in bronzo dello stesso. Queste ultime sono attualmente conservate al Museo Jacquemart-André di Parigi e al Carnegie Museum of Art di Pittsburgh. Tradizionalmente ritenuti entrambi delle repliche del busto in marmo, nel caso della versione in bronzo si tratterebbe in realtà di un primo modello, cesellato dal Bernini e destinato ad un collezionista romano di punta.